# Laurens Bicker

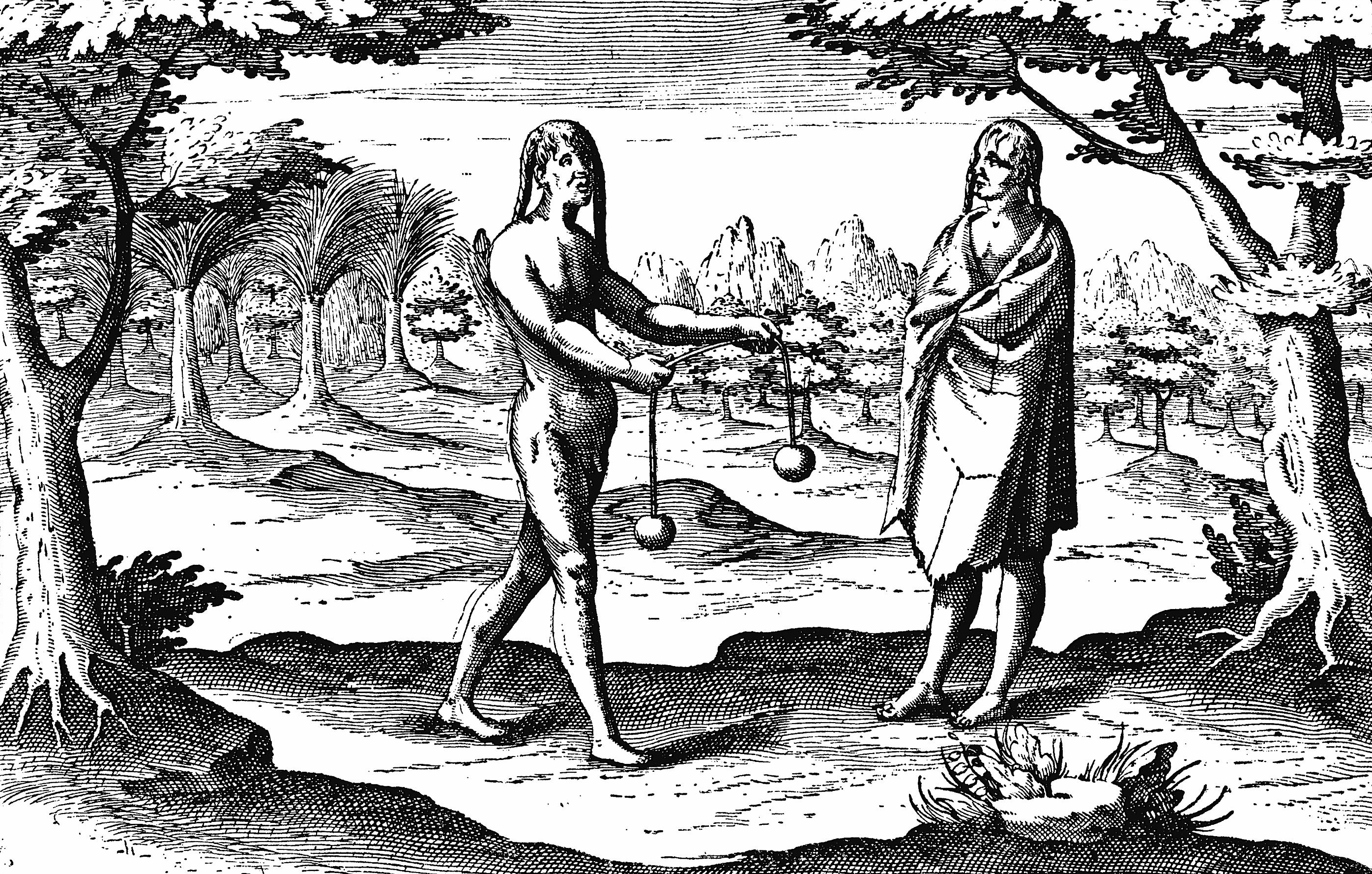
Charrúa aan de Rio de la Plata, die een slinger overhandigen. Tekening uit het reisjournaal van Hendrick Ottsen (1603)

Laurens Bicker (1563-1606) was een lid van de familie Bicker en de zoon van Pieter Bicker, een brouwer. In 1584 trouwde hij met Margaretha de Wael. Hij vestigde zich in 1585 vanuit Amsterdam in Alkmaar. De calvinistische politiek na de Alteratie van Amsterdam stond hem blijkbaar niet aan. Met zijn broer Gerrit richtte hij de Compagnie van Guinee op en Laurens zelf zou een gevaarlijke en lange reis te ondernemen en nieuwe handelsgebieden te ontdekken.

## Relaas
Op 4 augustus 1598 vertrok Laurens Bicker als admiraal over twee schepen en met in totaal honderd man, waaronder Cornelis van Heemskerck naar Guinea, de Rio de la Plata en Uruguay. Op 1 september verlieten de schepen de rede van Texel; de volgende dag raakten Bicker al een sloep kwijt. Op 23 september kwamen de schepen aan bij de Canarische eilanden; op 2 november bij voor de kust van Guinea. Allereerst werd er een nieuwe sloep gemaakt. Bicker voer naar de kust en er is enig goud geruild.

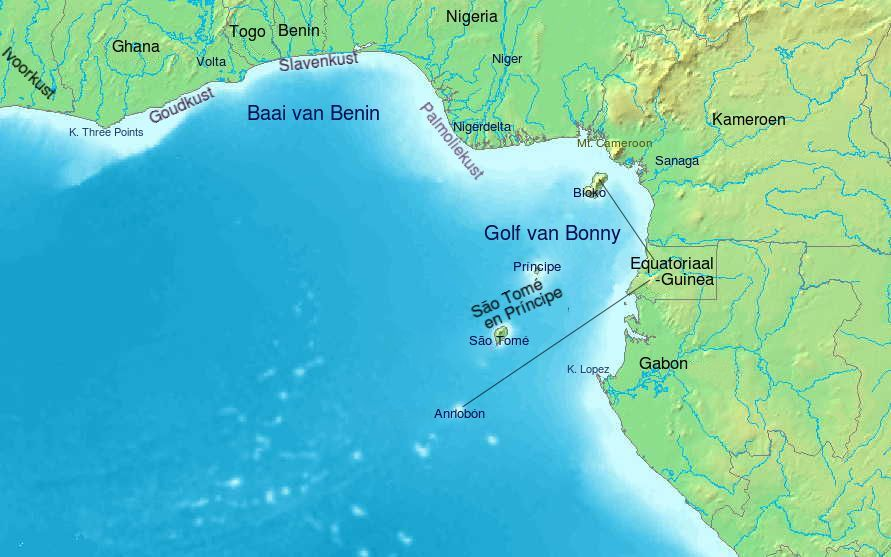
De Golf van Guinee

Op 15 februari was het schip voor de kust van het eiland Principe. De volgende dag hebben de Portugezen acht man gedood en Van Heemskerck is een dag gevangen gehouden. (Ze ontmoeten een schip, dat was uitgereed door Balthasar de Moucheron.) Op 24 februari zijn gevangenen geruild. Op 2 maart verlieten de schepen Sao Tomé dat twee dagen in Nederlands bezit was geweest. Op 18 maart raakten de schepen van Bicker en Van Heemskerck gescheiden en De Silveren Werelt voer naar Buenos Aires.
Ze kwamen aan bij Maldonado. Daarop voeren ze naar de overkant van de Rio de la Plata, vol ondiepten en zonder Spaanse loods. Ze hadden toestemming van de Spaanse gouverneur om te handelen met koopwaar, ondanks het verbod van de koning.

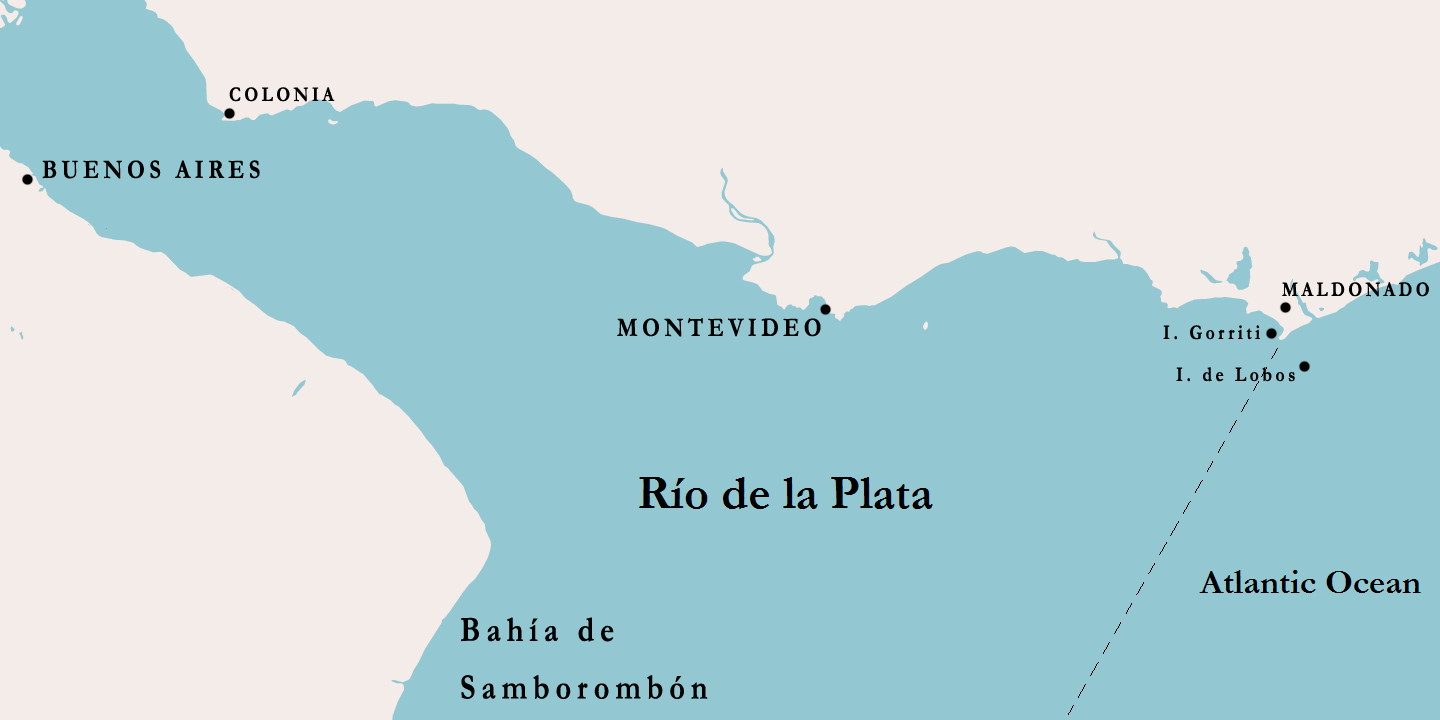
Monding van de Rio de la Plata

De Nederlanders verbaasden zich over het feit dat de Charrua ingewanden aten.
De twee schepen werden verbeurd verklaard toen zij in de Allerheiligenbaai in handen viel van de Portugezen. Op 1 januari 1600 werd een van de schepen in brand gestoken. Het overgebleven deel van de bemanning, dat alle ontberingen had doorstaan, zou worden opgebracht naar Lissabon. Door een toeval werden de schepen op zee aangevallen en is Bicker bevrijd.
In augustus 1600 verkocht Laurens zijn aandeel in de brouwerij op de Grimburgwal, en in november een stuk gunstig gelegen grond aan het Singel.
Gerard le Roy en Laurens Bicker leidden op 28 januari 1601 de twaalfde expeditie naar Indië, uitgerust door de Vereenigde Zeeuwsche Compagnie, een voorcompagnie. Op 23 augustus landden zij met vier schepen bij Atjeh. Daar werd Frederik de Houtman gevangen gehouden door de sultan, die schadevergoeding eiste vanwege een aanval door Paulus van Caerden. Bicker kreeg Houtman bevrijd, zonder losgeld te hebben betaald en toestemming een factorij te stichten. Terwijl Le Roy met twee schepen verder naar het oosten voer, ving Bicker eind november met de andere twee met peper geladen schepen de terugreis aan. In maart 1602 werd bij Sint-Helena nog een rijk beladen Portugese kraak veroverd, de São Tiago. Begin juli was Bicker terug in Zeeland. Hij bracht ook twee gezanten van de sultan van Atjeh mee. De een, Abdul Zamat, een man van 70, overleed kort na aankomst in Middelburg. De ander, Sihri Mohammed, vertrok naar het leger van prins Maurits, die toen de stad Grave belegerde. Hij kreeg een plechtige ontvangst en een rondleiding langs verschillende steden. In 1603 ging hij weer terug naar Atjeh.